# Nominální hodnota (měna)

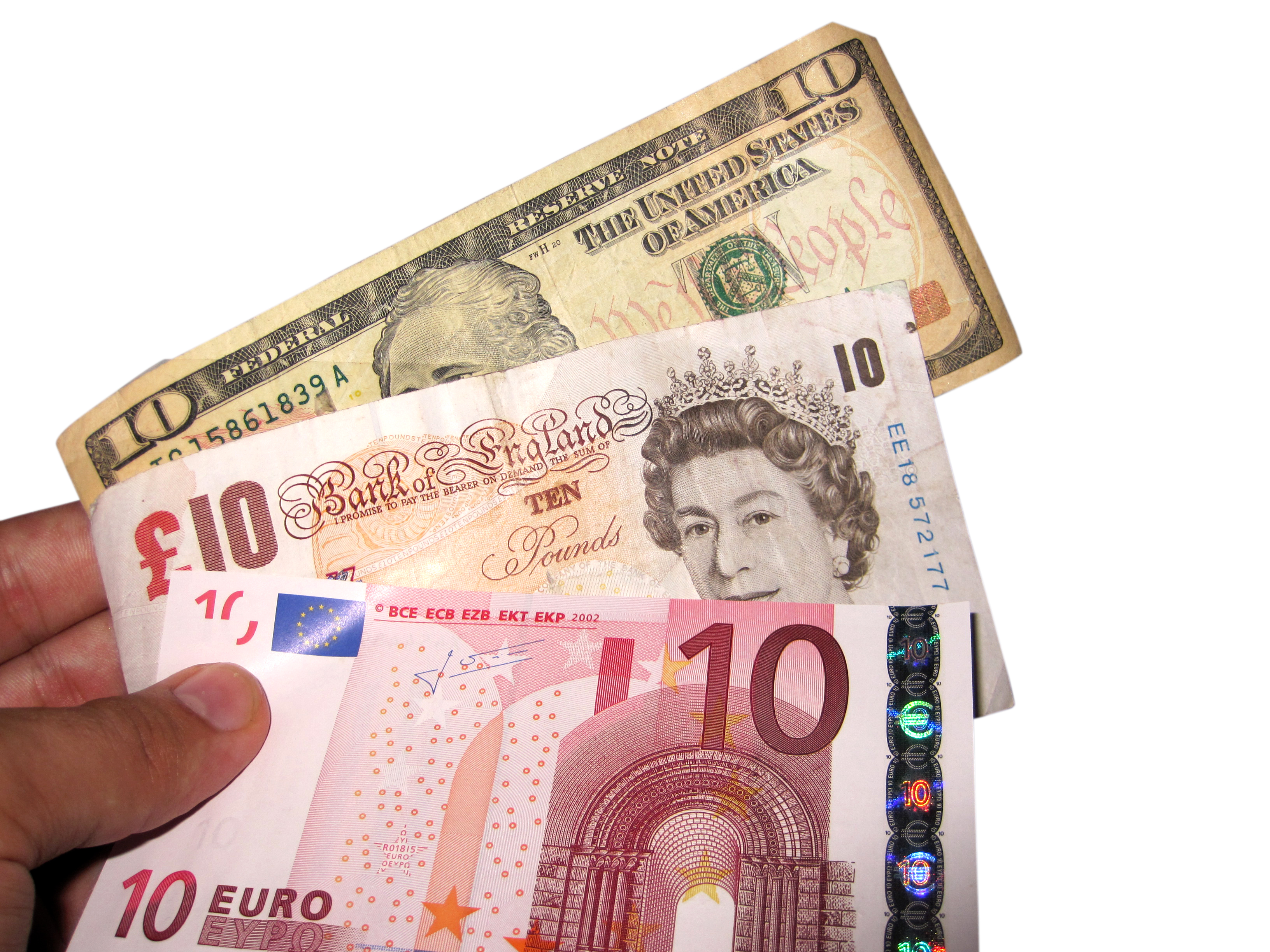
Bankovky se stejnou nominální hodnotou deset v amerických dolarech, librách šterlinků a eurech

Nominální hodnota, též jmenovitá hodnota, nebo nominál, je jasné určení množství měny na mincích a bankovkách. Nominální hodnota bývá také vyznačena na ceninách, a to v ekvivalentu příslušné měny.

## Dílčí jednotka
Měna mívá základní jednotku a dílčí jednotku, která je zlomkem základní jednotky. V některých zemích existuje více podjednotek. V bývalé Osmanské říši se jedna lira dělila na 100 kuruş = 4 000 para = 12 000 akçe. Dnes má jen několik měn více než jednu podjednotku, například jordánský dinár se dělí na 10 dirhamů, 100 piastrů a 1 000 filů. V současnosti je nejběžnější, že se základní jednotka dělí na 100 dílčích jednotek. Některé měny již dílčí jednotky nemají, protože inflace způsobila, že byly nepoužitelné. Jedním z příkladů je japonský jen, který se dříve dělil na 100 senů nebo 1 000 rinů. Oběh obou dílčích jednotek byl na konci roku 1953 ukončen.

## Dělení
Desetinná měna je měna, kde poměr mezi základní a dílčí jednotkou je celočíselná mocnina 10. Měny s nedestinným dělením jsou nyní vzácné, ale měly určité výhody v každodenních transakcích. Například 1 rakouská zlatka byla do roku 1857 za 60 krejcarů, přičemž číslo 60 lze rozdělit na 2, 3, 4, 5, 6, 10, 12, 15, 20 nebo 30 částí, které jsou stále celá čísla, což usnadňuje cenotvorbu. Jednoduché dělení na menší díly bylo výhodné především v dobách bez mechanických nebo elektronických kalkulátorů a bez přesných vah se zaručenou kalibrací, což byly spolu s tradicí důvody, proč byly používány měny bez desítkového dělení.
| Měna  | první dílčí jednotka (množství) | druhá dílčí jednotka (množství) | třetí dílčí jednotka (množství) | stát               | ukončení platnosti |
| ----- | ------------------------------- | ------------------------------- | ------------------------------- | ------------------ | ------------------ |
| rupie | anna (16)                       | paisa (64)                      | pie (192)                       | Indie              | 1. dubna 1957      |
| rijál | kirš (22)                       |                                 |                                 | Saúdská Arábie     | 1960               |
| rupie | anna (16)                       | paisa (64)                      | pie (192)                       | Pákistán           | leden 1961         |
| libra | šilink (20)                     | pence (240)                     |                                 | Jihoafrická unie   | 14. února 1961     |
| libra | šilink (20)                     | pence (240)                     |                                 | Austrálie          | 14. února 1966     |
| libra | šilink (20)                     | pence (240)                     |                                 | Nový Zéland        | 10. července 1967  |
| libra | šilink (20)                     | pence (240)                     |                                 | Spojené království | 15. února 1971     |
| rijál | bukša (40)                      | bhalala (80)                    | zalat (160)                     | Jemen              | 1974               |

## Zobrazení hodnoty
Tradičně se nominální hodnota na mincích nezobrazovala, ačkoli názvy mincí (jako drachma, as, sestercius atd.) byly používány jak v hovorovém, tak v úředním jazyce. Teprve v roce 1600 začaly skandinávské na drobnějších mincích hodnotu vyznačovat (8, 16 šilinků atd.), protože jich bylo v oběhu mnoho.
Měnová reforma Petra Velikého v Ruské říši nejen zavedla přísně desítkový měnový systém, který byl v té době v jiných státech neobvyklý, ale zavedla povinnost zobrazovat nominální hodnoty (lícová hodnota) na všech mincích. Koncem 18. století se vyznačení objevilo na většině mincí v Evropě a Osmanské říši a v 19. století se stalo běžnou praxí.
Mince se od konce 20. století odlišují od medailí nebo žetonů právě přítomností nominální hodnoty, a to buď v peněžních jednotkách, nebo u pamětních či zlatých mincí hmotnosti cenného kovu. Výjimky jsou poměrně vzácné: například britské pamětní koruny nebo 25pencové mince (po desítkové reformě) tradičně nezobrazují žádnou nominální hodnotu a jsou jako takové rozpoznány pouze díky své typické velikosti.

## Peněžní systém
Nejběžnější mezi moderními měnami je řada nominálních hodnot 1 – 2 – 5 – 10 – 20 – 50 – atd. K tomu, jakou řadu zvolit, aby byla skladba oběživa optimální, existuje matematická teorie. Mnoho měn však nemá všechny uvedené hodnoty. Mimo to existují v některých státech mince s nominální hodnotou 0,25 a jsou tam velmi populární, jako např. čtvrťák ve Spojených státech. Některé státy (včetně Československa) vydávaly v minulosti bankovky s nominální hodnotou 3, 25 nebo 30.
Skladba nominálních hodnot některých obchodovaných měn Českou národní bankou:
|                | měna    | měna       | kód | mince | mince | mince | mince | mince | mince | mince | mince | mince | mince | mince | mince | bankovky | bankovky | bankovky | bankovky | bankovky | bankovky | bankovky | bankovky | zkratka   |
| -------------- | ------- | ---------- | --- | ----- | ----- | ----- | ----- | ----- | ----- | ----- | ----- | ----- | ----- | ----- | ----- | -------- | -------- | -------- | -------- | -------- | -------- | -------- | -------- | --------- |
| Bulharsko      | lev'    | stotinka   | BGN |       |       |       | 0,01  | 0,02  | 0,05  | 0,10  | 0,20  | 0,50  | 1     | 2     | 5     | 10       | 20       | 50       | 100      |          |          |          |          | лв. (lv.) |
| Česko          | koruna  | haléř      | CZK |       |       |       |       |       |       | 1     | 2     | 5     | 10    | 20    | 50    | 100      | 200      | 500      | 1000     | 2000     | 5000     |          |          | Kč        |
| Dánsko         | krone   | øre        | DKK |       |       |       |       |       | 0,25  | 0,50  | 1     | 2     | 5     | 10    | 20    | 50       | 100      | 200      | 500      | 1000     |          |          |          | dkr.      |
| Eurozóna       | euro    | cent       | EUR |       |       |       |       | 0,01  | 0,02  | 0,05  | 0,10  | 0,20  | 0,50  | 1     | 2     | 5        | 10       | 20       | 50       | 100      | 200      | 500      |          | €         |
| Maďarsko       | forint  | fillér     | HUF |       |       |       | 1     | 2     | 5     | 10    | 20    | 50    | 100   | 200   | 500   | 1000     | 2000     | 5000     | 10000    | 20000    |          |          |          | Ft        |
| Norsko         | krone   | öre        | NOK |       |       |       |       |       |       |       | 1     | 2     | 5     | 10    | 20    | 50       | 100      | 200      | 500      | 1000     |          |          |          | kr        |
| Polsko         | złoty   | grosz      | PLN |       |       | 0,01  | 0,02  | 0,05  | 0,10  | 0,20  | 0,50  | 1     | 2     | 5     | 10    | 20       | 50       | 100      | 200      |          |          |          |          | zł        |
| Rumunsko       | leu     | ban        | RON |       |       | 0,01  |       | 0,05  | 0,10  |       | 0,50  | 1     |       | 5     | 10    |          | 50       | 100      | 200      | 500      |          |          |          | L         |
| Rusko          | rubl    | kopějka    | RUB | 0,01  | 0,05  | 0,10  |       | 0,50  | 1     | 2     | 5     | 10    |       | 50    | 100   | 200      | 500      | 1000     | 2000     | 5000     |          |          |          | ₽ руб     |
| Švédsko        | krone   | öre        | SEK |       |       |       |       |       |       | 0,50  | 1     | 2     | 5     | 10    | 20    | 50       | 100      | 200      | 500      | 1000     |          |          |          | Skr.      |
| Švýcarsko      | Franken | Rappen     | CHF |       |       |       |       |       |       | 0,05  | 0,10  | 0,20  | 0,50  | 1     | 2     | 5        | 10       | 20       | 50       | 100      | 200      |          | 1000     | SFr.      |
| Velká Británie | pound   | penny      | GBP |       |       |       |       | 0,01  | 0,02  | 0,05  | 0,10  | 0,20  | 0,50  | 1     | 2     | 5        | 10       | 20       | 50       | 100      |          |          |          | £         |
| Kanada         | dollar  | cent       | CAD |       |       |       |       | 0,01  |       | 0,05  | 0,10  | 0,25  | 0,50  | 1     | 2     | 5        | 10       | 20       | 50       | 100      |          |          |          | $         |
| USA            | dollar  | cent       | USD |       |       |       |       | 0,01  |       | 0,05  | 0,10  | 0,25  | 0,50  | 1     | 2     | 5        | 10       | 20       | 50       | 100      |          |          |          | $         |
| Čína           | yuán    | jiǎo, fēn  | CNY |       | 0,01  | 0,02  | 0,05  | 0,10  | 0,20  | 0,50  | 1     | 2     | 5     | 10    | 20    | 50       | 100      |          |          |          |          |          |          | ￥        |
| Indie          | rupayā  | paisa      | INR |       | 0,10  | 0,25  | 0,50  | 1     | 2     | 5     | 10    | 20    | 50    | 100   | 200   | 500      | 1000     | 2000     |          |          |          |          |          | iR        |
| Izrael         | šekel   | agora      | ILS |       |       |       |       |       | 0,10  |       | 0,50  | 1     | 2     | 5     | 10    | 20       | 50       | 100      | 200      |          |          |          |          | ₪         |
| Japonsko       | jen     |            | JPY |       |       |       |       | 1     |       | 5     | 10    |       | 50    | 100   |       | 500      | 1000     | 2000     | 5000     | 10000    |          |          |          | ¥         |
| Jižní Korea    | won     |            | KRW |       | 1     |       | 5     | 10    |       | 50    | 100   |       | 500   | 1000  |       | 5000     | 10000    |          | 50000    |          |          |          |          | ₩         |
| Turecko        | lirası  | yeni kuruş | TRY |       |       | 0,01  |       | 0,05  | 0,10  | 0,25  | 0,50  | 1     |       | 5     | 10    | 20       | 50       | 100      | 200      |          |          |          |          | ₺         |
| Egypt          | libra   | piastr     | EGP |       |       | 0,05  | 0,10  | 0,25  | 0,50  | 1     |       | 5     | 10    | 20    | 50    | 100      | 200      |          |          |          |          |          |          | LE £E     |
| JAR            | rand    | cent       | ZAR |       |       | 0,05  | 0,10  | 0,20  | 0,50  | 1     | 2     | 5     | 10    | 20    | 50    | 100      | 200      |          |          |          |          |          |          | R         |
| Austrálie      | dollar  | cent       | AUD |       |       |       | 0,01  | 0,02  | 0,05  | 0,10  | 0,20  | 0,50  | 1     | 2     | 5     | 10       | 20       | 50       | 100      |          |          |          |          | $         |
| Nový Zéland    | dollar  | cent       | NZD |       |       |       |       |       |       | 0,10  | 0,20  | 0,50  | 1     | 2     | 5     | 10       | 20       | 50       | 100      |          |          |          |          | $         |

- Všechny nominální hodnoty ve stejném sloupci mají velmi přibližně stejnou hodnotu.
- Zelená: Nominální hodnota je k dispozici jako mince a jako bankovka.
- Oranžová: Mince je stále formálně platná a stále v oběhu, ale kvůli nízkému směnnému kurzu se již nerazí.

## Název měny
Název měny bývá často odvozen od jednotky hmotnosti, jako je libra nebo baht. Ve většině případů byly tyto měny původně definovány jako množství nějakého drahého kovu. Někdy je název odvozen jen od názvu kovu, ze kterého byly nebo jsou mince vyrobeny jako je polský zlotý nebo vietnamský đồng (měď). Název se občas vztahuje k politické entitě jako afghánské afghání a evropské euro, nebo k zeměpisnému původu, např. joachimsthaler.